# Servitenkirche (Wien)

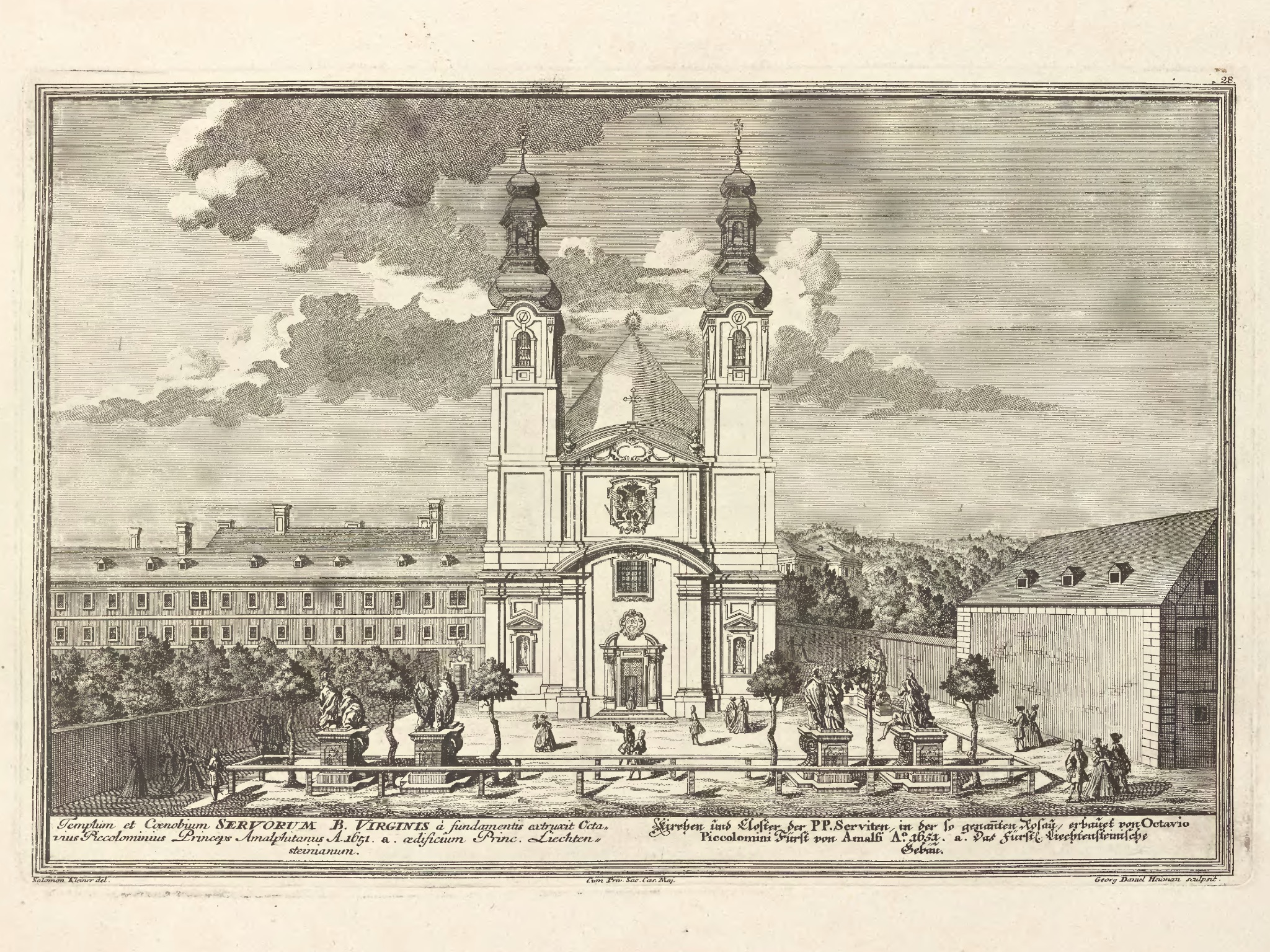
Die Servitenkirche im Jahr 1724. Stich von Salomon Kleiner.

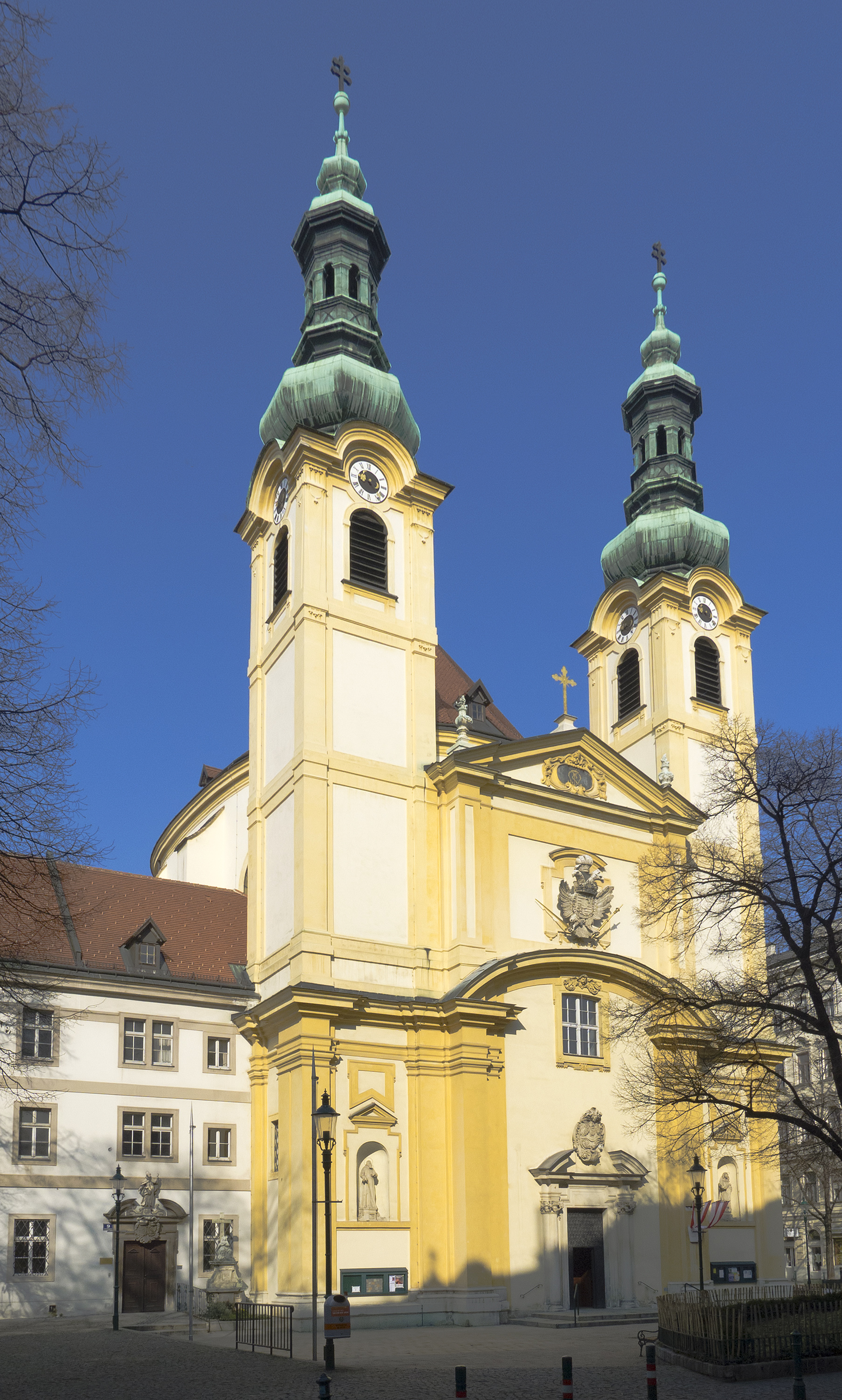
Servitenkirche

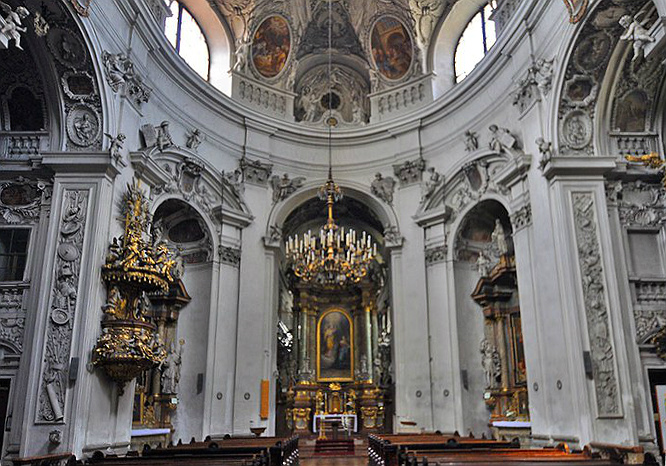
Innenansicht der Kirche

Die Servitenkirche Mariä Verkündigung ist eine römisch-katholische Pfarrkirche im 9. Wiener Gemeindebezirk Alsergrund. Der barocke Sakralbau stammt aus dem 17. Jahrhundert und wurde zum architektonischen Vorbild zahlreicher späterer Barockkirchen. Sie war eine Ordenskirche der Serviten, seit 1783 bis heute ist sie Pfarrkirche der Alsergrunder Pfarre Rossau im Stadtteil Rossau. Sie gilt als eine der kulturhistorisch bedeutendsten Vorstadtkirchen Wiens aus dem Frühbarock.

## Geschichte
Am 16. September 1638 erhielt der Servitenorden zu Florenz von Kaiser Ferdinand III. die Genehmigung, eine Niederlassung in Wien zu gründen – schon 1613 hatte er mit dem Kloster in Innsbruck eine erste Dependance nördlich der Alpen eingerichtet.
Die Kirche wurde von Carlo Martino Carlone nach einem von Andrea Palladio beeinflussten Entwurf gebaut und Mariä Verkündigung gewidmet. Der Spatenstich erfolgte am 11. November 1651. Die Kirche wurde 1670 geweiht, wobei die Fertigstellung des Innenausbaues weitere sieben Jahre dauerte. 1723 gestaltete der Hof-Bildhauer Franz Caspar eine plastische Dreifaltigkeitsgruppe mit Engeln. Die barocke Kanzel von 1739 verfügt über Figuren der Vier Evangelisten und der Drei Göttlichen Tugenden von Balthasar Ferdinand Moll.
Der Entwurf des Schmerzensaltares stammt von Antonio Beduzzi, auf dem sich auch eine Pietà aus dem Jahre 1470 befindet. Der Altar ist zugleich das Grabmal des Fürsten Ottavio Piccolomini, Widersacher Wallensteins im Dreißigjährigen Krieg, der einer der wichtigsten Gönner des Servitenordens war. Ein anderer Gönner dieser Kirche war Freiherr Christoph Ignaz Abele, der den Liboriusaltar stiftete.
Am 8. Juni 1917 brannte der Dachstuhl der Kirche, wobei der Eckturm mit der Totenglocke einstürzte. Der bei dem Brand entstandene Schaden betrug zirka 450.000 Kronen, wovon nur 58.000 Kronen durch eine Versicherung gedeckt waren.

## Ausstattung

### Orgel
Die Orgel der Servitenkirche mit 18 Registern wurde 1981 von Gerhard Hradetzky errichtet und verfügt über 23 Register auf zwei Manualen und Pedal.

### Glocken
Das Geläut der Servitenkirche besteht aus vier Glocken. Drei davon bestehen aus Stahl und wurden 1924 von der Gießerei Böhler gegossen, die drittgrößte wurde 1685 von Joachim Groß aus Bronze gegossen.
| Nr. | Schlagton | Gewicht in Kg | Durchmesser in cm |
| --- | --------- | ------------- | ----------------- |
| 1   | dis1      | 1200          | 139               |
| 2   | fis1      | 750           | 119               |
| 3   | gis1      | 403           | 88                |
| 4   | h1        | 320           | 85                |

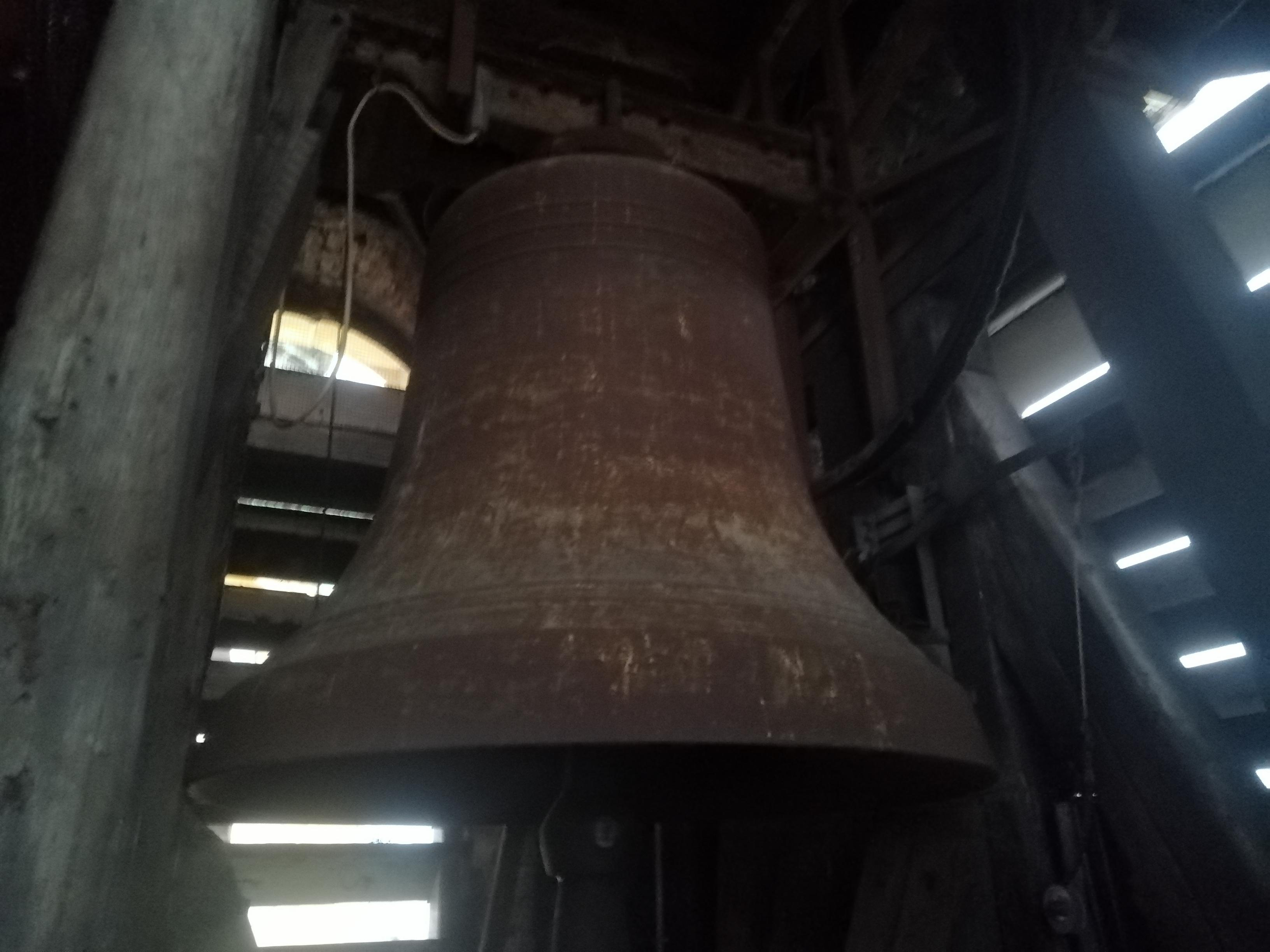
Die Große Glocke (Glocke 1)

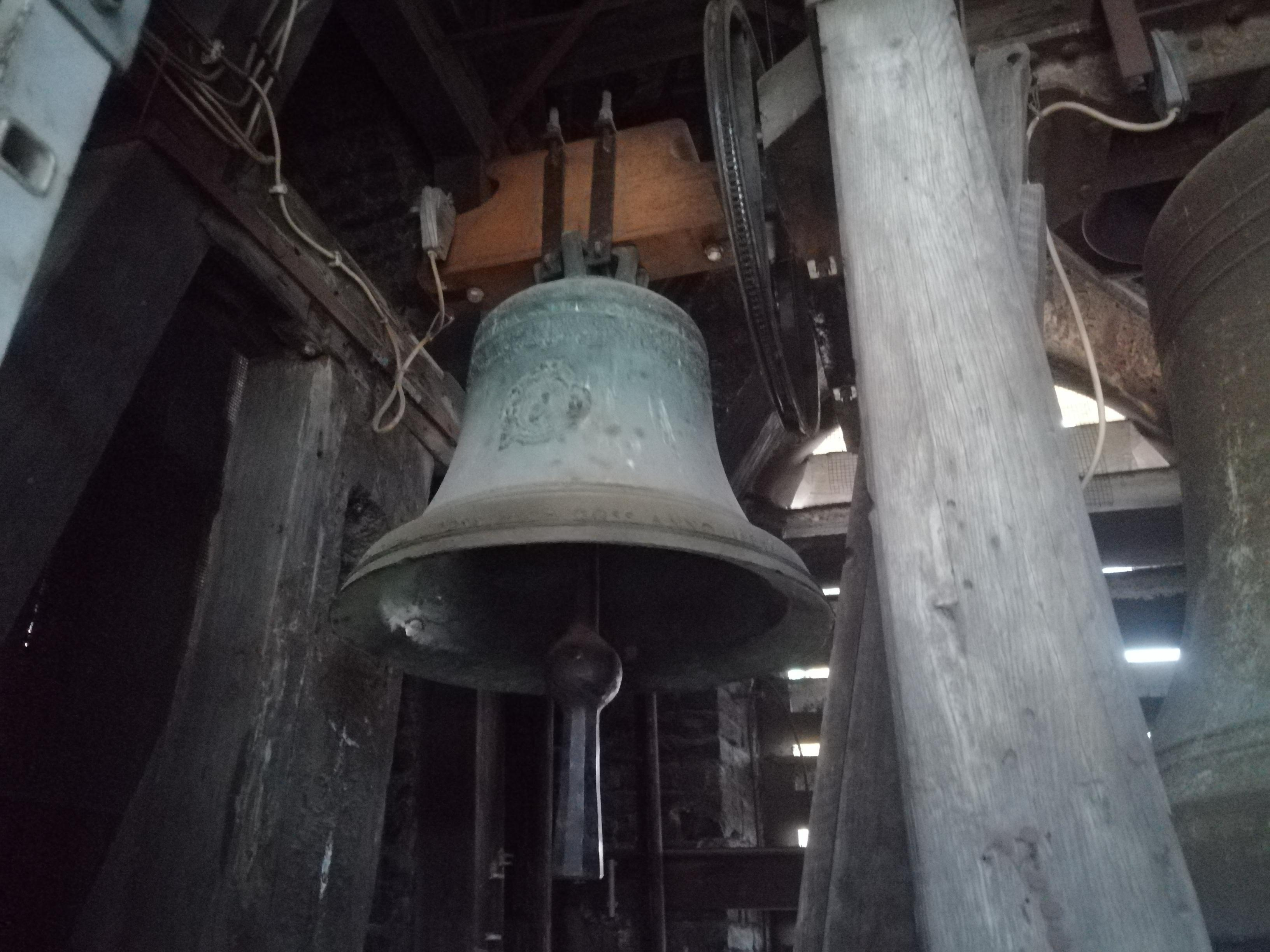
Die drittgrößte Glocke (Glocke 3)

Die Glocken sind folgendermaßen auf die Türme verteilt: im linken Turm hängen die Glocken eins und drei, im rechten Turm die Glocken zwei und vier. Über dem Chor hängt in einem Tiroler Glockentürmchen eine kleine Glocke, über welche jedoch keine Daten bekannt sind.

### Peregrinikapelle
An der Nordseite der Kirche ist die im 18. Jahrhundert zu Ehren des heiligen Peregrinus Laziosi angebaute Peregrini-Kapelle von Melchior Hefele mit Fresken von Mölk zu finden.